# Timur Bekmambetov
Timur Bekmambetov (født 25. juni 1961 i Atyrau i Sovjetunionen) er en russisk filminstruktør.

## Filmografi
- Pesjavarskij vals (Пешаварский вальс, 1994)[2][3]
- Mørkets vogtere (Ночной Дозор, 2004)
- Lysets vogtere (Дневной Дозор, 2006)
- Ironija sudby. Prodolzjenije (Ирония Судьбы. Продолжение, 2007)
- Jolki (Ёлки, 2010)
- Devjatajev (Девятаев, 2021)